# Paraclius albimanus
Paraclius albimanus är en tvåvingeart som beskrevs av Van Duzee 1929. Paraclius albimanus ingår i släktet Paraclius och familjen styltflugor. Inga underarter finns listade i Catalogue of Life.